# .localhost
.localhost je rezervovaná doména nejvyššího řádu, která by se nikdy neměla objevit ve skutečném systému DNS.
Rezervací této domény se zabraňuje zneužití jména localhost.